# Xuân Hạo Cao
Pour les articles homonymes, voir Cao.
Dans ce nom vietnamien, le nom de famille, Cao, précède le nom personnel Xuân Hạo.
 (septembre 2013).
Si vous disposez d'ouvrages ou d'articles de référence ou si vous connaissez des sites web de qualité traitant du thème abordé ici, merci de compléter l'article en donnant les références utiles à sa vérifiabilité et en les liant à la section « Notes et références ».
Cao Xuân Hạo (né le 30 juillet 1930 à Hanoï et mort le 16 octobre 2007 à Hô Chi Minh-Ville) est un linguiste et traducteur vietnamien. Il fut membre de l'Association des écrivains du Vietnam.

## Biographie
Depuis son enfance, il fut connu pour l'anecdote selon laquelle il aurait appris à parler français rien qu'en jouant avec un ami français. 
Il a travaillé au département linguistique de l'université de Hanoï. 
Son grand-père, Cao Xuân Huy, fut également un chercheur renommé et son arrière-grand-père Cao Xuân Dục, un érudit et un mandarin très proche de l'empereur.
Il se peut que la famille ait une origine chinoise, d'après leur nom et les centres d'intérêt, taoïsme et écriture chinoise, de plusieurs de ses anciens membres.
La généalogie de cette famille fait mention également de nombreux cousins qui sont devenus célèbres ou influents.
Le professeur Cao Xuân Hạo a reçu le prix 1985 pour la traduction, de l'Association des écrivains du Vietnam.
Il est mort à l'hôpital Thong Nhat, à Hô Chi Minh-Ville, après une maladie de deux semaines, à la suite d'un AVC.

## Œuvres
Son principal ouvrage, Phonologie et linéarité : réflexions critiques sur les postulats de la phonologie contemporaine a été publié plus tard en version vietnamienne. L'auteur y critique la notion classique de phonème, qui ne serait pas en réalité extensible à toutes les langues, mais juste un concept européocentriste. Il propose une classification des langues dont le premier embranchement est la présence ou l'absence de ce phonème « de type européen » rebaptisé « microphonème ».